# Elección de la sede de las Copas Mundiales de Fútbol de 2018 y 2022
La XXI edición de la Copa Mundial de Fútbol ya se disputó en 2018; la XXII, tuvo lugar en 2022. El 29 de octubre de 2007 la FIFA cambió el sistema de rotación de continentes, aunque los países pertenecientes a las confederaciones que albergaron las dos ediciones anteriores no pueden presentar ahora candidaturas. Esto descartaría a los países de África (Sudáfrica organizó la edición de 2010) y Sudamérica (Brasil hizo lo propio en 2014) como posibles organizadores.
El Comité Ejecutivo confirmó el 20 de diciembre en Tokio que la FIFA abriría un proceso de candidatura simultáneo para los dos torneos. En enero de 2009 se enviaron los formularios de inscripción de candidatura a las asociaciones.
El Comité Ejecutivo de la FIFA nombró a los dos anfitriones al término del proceso de candidatura el 2 de diciembre de 2010 en Zúrich, otorgando la organización del Mundial de 2018 a Rusia y el Mundial de 2022 a Catar.

## Calendario
| Fecha                  | Eventos                                                            |
| ---------------------- | ------------------------------------------------------------------ |
| 15 de enero de 2009    | Inicio formal de recepción de candidaturas                         |
| 2 de febrero de 2009   | Cierre para presentar las candidaturas                             |
| 16 de marzo de 2009    | Plazo final para la presentación de los formularios de inscripción |
| 14 de mayo de 2010     | Fin de presentación del informe completo para el concurso          |
| 2 de diciembre de 2010 | FIFA anunció oficialmente las sedes de 2018 y de 2022              |

## Política de rotación de continentes

Confederaciones FIFA.

Tras la selección de las candidaturas de la Copa Mundial de Fútbol de 2006, la FIFA decidió una nueva política para determinar los anfitriones de las futuras ediciones. Las seis confederaciones del mundo - que corresponde aproximadamente a los continentes - se rotarían para albergar los campeonatos, para una edición específica, dentro de sus asociaciones nacionales. Este sistema se inició con la selección de Sudáfrica 2010 y Brasil 2014, solo abierta a miembros CAF y Conmebol, respectivamente.
En septiembre de 2007, el sistema de rotación fue objeto de examen cuando se propuso que solo las dos últimas confederaciones acogedoras de la Copa del Mundo no fuesen elegibles. Esta propuesta fue aprobada el 29 de octubre de 2007, en Zürich (Suiza) por el Comité Ejecutivo de la FIFA. En virtud de esta política, las candidaturas para 2018 solo podían venir de América del Norte, Asia, Europa u Oceanía, ya que África y América del Sur no eran elegibles. Del mismo modo, ningún miembro de la CONMEBOL podría haber hecho una oferta para 2022 y los candidatos de la misma confederación que el candidato elegido para 2018 serán descartados para la selección en 2022. Como Estados Unidos retiró su candidatura de 2018, han quedado solo candidaturas europeas, por lo que el Mundial de 2018 se hará en Europa (lo que impide que algún otro país de Europa pueda hacer la Copa Mundial de 2022 y 2026) y, de obtener el de 2022, la elección de Estados Unidos no le hubiera permitido a nadie de Concacaf organizar los Mundiales de 2026 y 2030). Al obtenerlo un país de Asia, esta confederación no puede presentar candidaturas para los Mundiales de 2026 y 2030).

## Candidaturas
Los países que expresaron su intención de organizar estos torneos al Presidente de la FIFA, Joseph Blatter, fueron los siguientes:
| Bélgica - Países Bajos   |                |                      |                                   |                          |                     |                           |
| España - Portugal        |                |                      |                                   |                          |                     |                           |
| Inglaterra               |                |                      |                                   |                          |                     |                           |
| Rusia                    |                |                      |                                   |                          |                     |                           |
| Candidaturas para 2022   | Australia      |                      |                                   |                          |                     |                           |
| Candidaturas para 2022   | Corea del Sur  |                      |                                   |                          |                     |                           |
| Candidaturas para 2022   | Estados Unidos |                      |                                   |                          |                     |                           |
| Candidaturas para 2022   | Japón          |                      |                                   |                          |                     |                           |
| Candidaturas para 2022   | Catar          |                      |                                   |                          |                     |                           |
| Candidaturas descartadas | Indonesia      |                      |                                   |                          |                     |                           |
| Candidaturas descartadas | México         |                      |                                   |                          |                     |                           |
| Candidaturas descartadas |                | Candidatos inscritos | Candidatos inscritos solo en 2022 | Candidaturas descartadas | Inelegibles en 2018 | Inelegibles en ambos años |

El presidente de la FIFA, Joseph Blatter, había anunciado que las candidaturas de un solo país tendrían ventaja, en declaraciones realizadas en Asunción (Paraguay) en el 61.º congreso ordinario de la Confederación Sudamericana de Fútbol. Esta decisión afectaría a las candidaturas de España/Portugal y Países Bajos/Bélgica.

## Candidaturas para el 2018

### BélgicayPaísesBajos
El HollandBelgium Bid, candidatura conjunta al igual que España y Portugal, ofrece como principal arma su pequeño impacto medioambiental. Además cuenta con 14 estadios ya construidos, todos respetuosos con el medio ambiente. En el pasado los Países Bajos y Bélgica organizaron exitosamente la Eurocopa del año 2000. Esta candidatura contó con el apoyo de exfutbolistas como Ruud Gullit y Johan Cruijff.

### EspañayPortugal
España y Portugal presentaron su candidatura conjunta el 4 de diciembre de 2009.
Ambos países tienen experiencia organizando eventos futbolísticos. Portugal organizó la Eurocopa del año 2004 de la que salió vencedora la selección griega. En cambio, España organizó en solitario el mundial de 1982. España tiene previsto construir, al menos, cinco estadios y rehabilitar varios. Portugal, debido a que la Eurocopa fue recientemente, no tiene previsto hacer grandes cambios a sus infraestructuras actuales. El proyecto está dividido por 16 ciudades candidatas españolas y dos portuguesas. Finalmente serán elegidas doce sedes. Las ciudades españolas candidatas son Alicante, Badajoz, Barcelona, Bilbao, Gijón, La Coruña, Madrid, Málaga,  Zaragoza, Valladolid, Santander, San Sebastián, Valencia,  Murcia, Sevilla, Vigo. En Portugal son candidatas Lisboa y Oporto.
Barcelona, Lisboa, Madrid y Valencia se presentan con dos estadios cada una.

### Inglaterra
El 31 de octubre de 2007, la Asociación de Fútbol de Inglaterra anunció oficialmente que presentaba su candidatura para acoger el evento. El 24 de abril de 2008 Inglaterra presentó su oferta con un dossier de 63 páginas para acoger la Copa Mundial 2018, centrándose en el desarrollo del fútbol en todo el mundo. El 27 de enero de 2009 , Inglaterra presentó oficialmente su candidatura a la FIFA.
Richard Caborn es el encargado de dirigir la candidatura de Inglaterra para organizar el Mundial de 2018 tras dimitir como ministro de Deportes. El 24 de octubre de 2008, la Asociación de Fútbol de Inglaterra recibió por parte del Consejo Ejecutivo cita para preparar la oferta, con David Triesman al mando. Triesman renunció el 16 de mayo de 2010, después de los comentarios que se publicaron en los que sugirió que España se reduciría su oferta si Rusia ayudó a sobornar a árbitros en la fase clasificatoria para la Copa Mundial FIFA 2010, y fue reemplazado por Geoff Thompson.

### Rusia

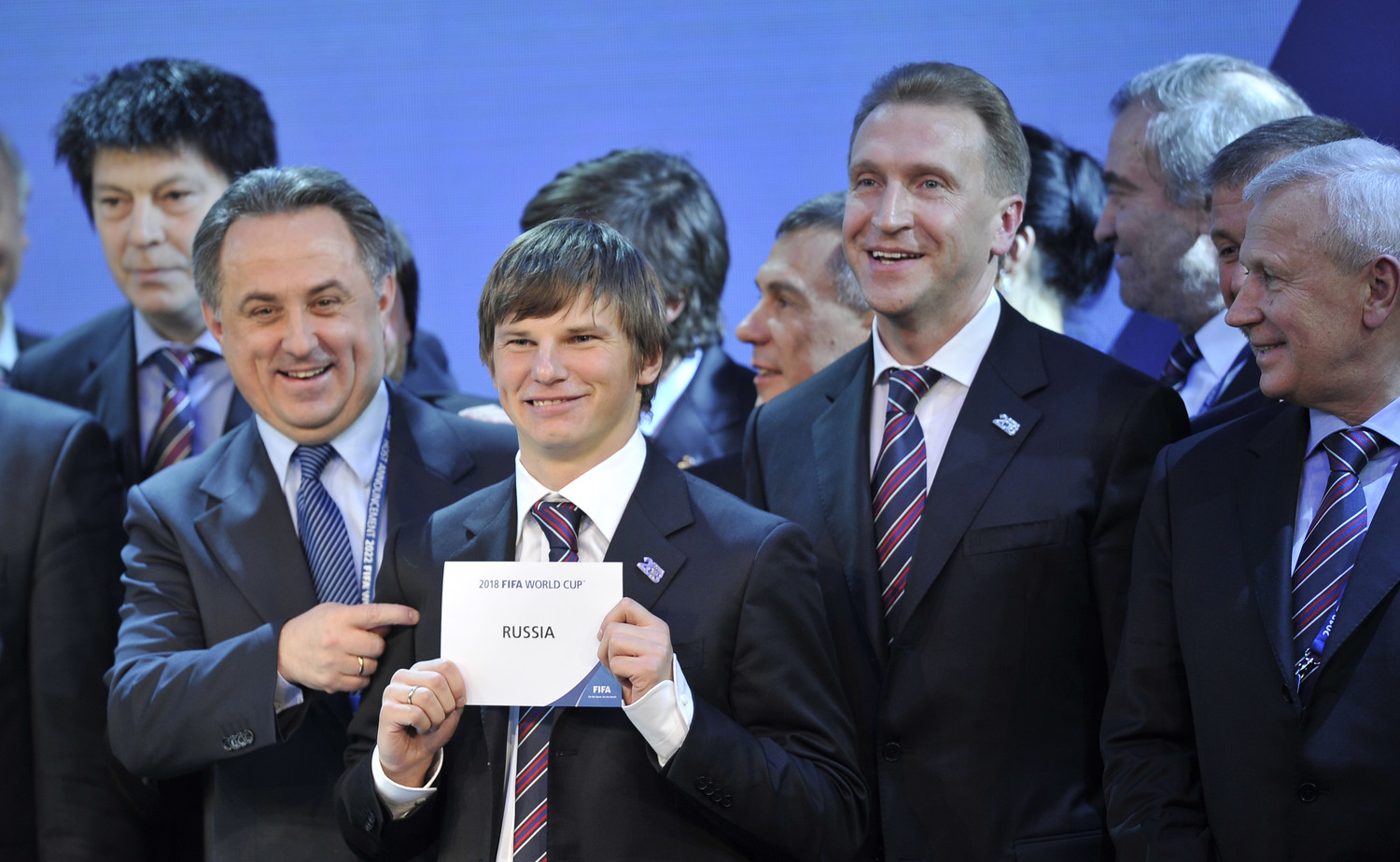
Personal de la licitación de rusos celebran la concesión a Rusia el Mundial de 2018.

Vladímir Putin, anunció que Rusia optará a la organización de la Copa Mundial de 2018. El presidente de la UFR había dicho que Putin era el que tenía la última palabra sobre si Rusia optaría al Mundial de 2018 o al de 2022. Finalmente, Putin se ha decantado por el de 2018, pese a que solo cuatro años antes otra ciudad rusa, el balneario de Sochi, acogerá los Juegos de Invierno. «La participación de Rusia en la celebración de una Copa Mundial permitirá desarrollar la infraestructura de las ciudades sede, al igual que hacemos en Sochi», dijo.
Por su parte, Mutkó reconoció que a Rusia le queda mucho trabajo por hacer, ya que la FIFA exige un mínimo de diez estadios con un aforo superior a los 40.000 espectadores. Además, añadió, también se valorarán las infraestructuras de las ciudades sede según cinco criterios: aeropuertos, hoteles, transporte, seguridad y sanidad. Mutkó señaló que, entre otras, las ciudades sede del Mundial podrían ser Moscú, San Petersburgo, Yaroslavl, Sochi, Krasnodar y Rostov.
El estadio olímpico Luzhnikí de Moscú (84 500 espectadores), que acogió en el año 2008 la final de la Liga de Campeones entre el Manchester United y el Chelsea, podría albergar la hipotética gran final mundialista.

## Candidaturas para el 2022

### Australia
En septiembre de 2007 la Federación de Fútbol de Australia (FFA) confirmó que Australia sería una de las candidatas para organizar la Copa Mundial de Fútbol de 2018. Previamente, en mayo de 2006, el ministro de deportes de Victoria, Justin Madden, dijo que buscaría un consenso entre los estados para hacer posible la candidatura. Frank Lowy el presidente de la Federación de fútbol, afirmó que plantearían una lista de 16 estadios en la candidatura.
El primer ministro de Australia, Kevin Rudd, anunció el apoyo gubernamental para la candidatura. y en diciembre de 2008 el ministro federal del deporte Kate Ellis anunció que el gobierno le daría a la FFA 45.6 millones de dólares para la preparación. Rudd tuvo una reunión con Joseph Blatter para acordar el apoyo del gobierno a la sede en julio de 2009. En el 58.º Congreso de la FIFA, realizado en Sídney, el presidente de la FIFA, Joseph Blatter, sugirió que Australia se enfocara en organizar el Mundial de 2022, pero Lowy respondió que sería mejor para Australia organizar el Mundial de 2018.
Previamente, Australia ha organizado diversos eventos futbolísticos de importancia, como la Copa Mundial de Fútbol Sub-20 en dos ocasiones: 1981 y 1993, igualmente el torneo de fútbol como parte del programa de los Juegos Olímpicos de Melbourne 1956 y Sídney 2000. Australia ha organizado la Copa de las Naciones de la OFC en 1998 y 2004. Igualmente, Australia ha organizado otros eventos deportivos de importancia como la Copa Mundial de Rugby de 2003, los Juegos de la Mancomunidad de 2006 y la Copa Asiática 2015 de fútbol.

### Estados Unidos
La Federación del fútbol de Estados Unidos (U.S. Soccer) anunció en febrero de 2007 que pondría una oferta para la Copa Mundial de Fútbol de 2018. Estados Unidos había acogido anteriormente la Copa Mundial de Fútbol de 1994, que tuvo unos resultados financieros y registros de asistencia récord.
Cada Copa de Oro de la CONCACAF (dos organizadas conjuntamente con México) se realizan en el país, además de las copas del mundo de fútbol femenino de 1999 y 2003 que se celebraron en el país. El vicepresidente de la FIFA, Jack Warner, quien es también el presidente de la CONCACAF, originalmente dijo que trataría de llevar la Copa del mundo a la región de la CONCACAF sin embargo, Warner también declaró que era prefible que la USSF cambiara sus planes para presentar una oferta para el certamen de 2022. En abril de 2009, El presidente estadounidense, Barack Obama, escribió una carta al Presidente de la FIFA, Joseph Blatter, en apoyo de la oferta estadounidense y, a continuación, se reunió con él en julio de 2009. El 28 de enero de 2009, U.S. Soccer anunció que presentaría ofertas simultáneas para 2018 y 2022. David Downs, Presidente de Univision Sports, es director ejecutivo de la postulación. Otros miembros de la Comisión incluyen al Presidente de U.S. Soccer, Sunil Gulati; Dan Flynn, Jefe Ejecutivo de la U.S. Soccer; Don Garber, Comisionado de la Major League Soccer y Phil Murphy, la Cátedra de ex-financieros nacionales para el Comité Nacional Demócrata. Sin embargo, el 15 de octubre de 2010, U.S. Soccer decidió cancelar su candidatura para el 2018 y centrarse en el 2022.
Inicialmente, en abril de 2009, los Estados Unidos identificaron 70 estadios en 50 comunidades como posibles sedes para el torneo, con 58 confirmando su interés. La lista de estadios fue recortada dos meses más tarde a 45 en 37 comunidades, y en agosto de 2009 fue recortada nuevamente a 32 estadios en 27 comunidades. En enero de 2010 fue lanzada la lista de 18 ciudades y 21 estadios que fueron seleccionados para ser incluidos en la oferta final. Una característica de la oferta es el acceso a los grandes estadios de fútbol americano. Los 21 lugares tienen una capacidad promedio de 77.000 espectadores y ninguno ofrece menos de 65.000. Siete de los estadios sede cuentan con al menos 80.000 asientos.
Las 18 ciudades anfitrionas son Atlanta, San Diego, Phoenix, Dallas, Seattle, Denver, Tampa, Indianápolis, Baltimore, Nashville, Kansas City, Houston, Miami, Filadelfia, Los Ángeles, Washington D. C., Boston y Nueva York.
A diferencia de la situación de Australia, el conflicto con otros grandes deportes estadounidenses, específicamente el fútbol americano y béisbol, no será un problema para la propuesta ya que la temporada de fútbol americano no se inicia hasta finales de agosto, más de un mes después del final programado de la Copa del mundo.
Por otra parte, aunque la temporada de las Grandes Ligas de Béisbol se desarrolla junto con la Copa del mundo, ninguno de los lugares en la lista final será utilizado por un equipo de grandes ligas en 2018 o 2022. La única sede actualmente utilizada por un equipo de grandes ligas es el Sun Life Stadium, pero sus ocupantes de béisbol, los Florida Marlins, planean mudarse a un nuevo estadio en 2012.

### Corea del Sur
Al igual que en la Copa Mundial de Fútbol de 2002, coorganizada con Japón, Corea del Sur ingresó en el proceso de organizar una Copa del Mundo, en esta ocasión en solitario y con el fin de organizar el certamen de 2022. El excanciller Han Seung-Joo (한승주), es el presidente del comité organizador desde agosto de 2009. Una desventaja de la candidatura es que el país aún no cuenta con un estadio que pueda albergar a 80.000 espectadores, aunque podría ampliar alguno de los utilizados en 2002 con ese fin. Algunos estadios tienen aforo para más de 60.000 espectadores: El Estadio Olímpico de Seúl, el Estadio Mundialista de Seúl y el Estadio Mundialista de Daegu.

### Japón
Japón está haciendo una oferta que, de tener éxito, lo convertiría en el primer país de Asia en acoger la Copa del Mundo dos veces, sin embargo, por el hecho de haber sido coanfitriones tan recientemente en 2002 se espera una dura pugna con Corea del Sur, quienes fueron precisamente coanfitriones del mundial.
Aunque Japón no tiene actualmente un estadio con capacidad para 80.000 espectadores, su plan se ha basado en un nuevo estadio a construir con un aforo para 100.000 espectadores. Esta fue la pieza central de la Candidatura de Tokio a los Juegos Olímpicos de 2016. La candidatura olímpica no tuvo éxito, llegando tercera en el proceso de licitación que concluyó en octubre de 2009. El vicepresidente de la Asociación Japonesa de Fútbol, Junji Ogura, había admitido previamente que si Tokio no conseguía organizar los JJ. OO. de 2016 las posibilidades de conseguir organizar la Copa del Mundo de 2018 o de 2022 se verían reducidas considerablemente.
El 4 de mayo de 2010, Japón anunció que retiraba su oferta para el torneo de 2018, y se centraba en la de 2022, en medio de crecientes especulaciones de que la edición 2018 se llevaría a cabo en Europa. Japón también fue la sede de la Copa Mundial de Rugby de 2019.

### Catar
Catar, con una población de poco más de 1,6 millones de personas, ha hecho una oferta solo para la Copa Mundial de 2022. A pesar de haber una escasez de estadios para una Copa del Mundo, el país está tratando de convertirse en el primer país árabe en organizar un mundial de fútbol.
El Jeque Mohammed bin Hamad bin Jalifa Al Thani, hijo del actual emir de Catar, es el presidente del comité de la candidatura.
Catar tiene la intención de promover esta oferta basada en la unidad y la esperanza de aprovechar el apoyo de todo el mundo árabe, posicionándose como una oportunidad para tender un puente entre los mundos árabe y occidental. Catar lanzó una campaña publicitaria por toda la nación en noviembre de 2009.
La mayor preocupación de la oferta del estado de Medio Oriente, son las temperaturas extremas. La Copa del Mundo se celebra siempre al final de la temporada de los países europeos, en junio y julio y, durante este período, la media más alta de temperatura diurna de Catar es superior a 40 °C (104 °F), siendo la media de las temperaturas nocturnas de 30 °C (86 °F) El Jeque Mohammed bin Hamad bin Jalifa Al Thani comentó que "el evento que se organizará en junio o julio. Tendremos que tener la ayuda de la tecnología para hacer frente a las duras condiciones meteorológicas. Ya hemos puesto en marcha el proceso. Un estadio con la temperatura controlada es la respuesta al problema." Los cinco primeros estadios propuestos tienen previsto emplear tecnología de refrigeración capaz de reducir la temperatura dentro del estadio en 20 grados centígrados respecto a la temperatura ambiental. Además, propuso una manera de aprovechar estás temperaturas extremas con paneles solares que proporcionarían energía a todo el estadio y centros comerciales, piscinas, etc. Por si fuera poco, las gradas superiores de los estadios se desmontarán después del Mundial y serán donadas a los países menos desarrollados en infraestructuras deportivas.

## Candidaturas descartadas

### Indonesia
La campaña fue presentada por el presidente de la Asociación Indonesia (PSSI), Nurdin Halid dijo que creía en una oportunidad para lograr la sede de la Copa Mundial de Fútbol de 2022 por parte de la FIFA. Él explicó que quería una «Copa Mundial Verde en 2022», esperando aprovechar el movimiento global en pro de evitar el aumento en el calentamiento global: «Nuestro índice de deforestación ha contribuido en parte a la polución global. Al organizar la Copa Mundial de Fútbol deseamos construir infraestructuras que sean amigables con el ambiente y el planeta».
La candidatura se lanzó en un momento que había presión por parte de aficionados al fútbol en Indonesia para que Halid renunciara como presidente de la PSSI. No hubo un apoyo oficial del gobierno antes del 9 de febrero de 2010. El secretario general de la PSSI, Nugraha Besoes, no negó en su momento que la candidatura fuera descartada por la eventualidad que el gobierno no apoyaba la misma.
Finalmente, el 19 de marzo de 2010, la FIFA anunció que la candidatura indonesia para realizar el Mundial de 2018 o 2022 había sido rechazada porque el gobierno nacional afirmó estar más preocupado por la población y no podría por tanto atender las exigencias de la FIFA.

### México
En enero de 2009, la Federación Mexicana de Fútbol solicitó a la FIFA ser sede del Mundial 2018, aprovechando su experiencia al organizar las Copas Mundiales de 1970 y 1986, además de contar con una gran afición futbolística. No obstante, el 28 de septiembre del mismo año, Decío de María, secretario técnico de la Federación, descartó la candidatura a organizar el Mundial de 2018 o 2022.